# Rycerze
Rycerze (gr. Ιππείς Hippeis) – druga zachowana komedia Arystofanesa, a czwarta pod względem kolejności powstania, wystawiona w 424 p.n.e. na Lenajach. Zajęła w konkursie pierwsze miejsce; była pierwszą sztuką, którą Arystofanes wystawił pod swoim nazwiskiem. Jak w poprzednich sztukach – niezachowanych Babilończykach i zachowanych Acharnejczykach, komediopisarz opowiada się przeciw strategowi Aten, Kleonowi, tym razem przedstawionemu jako Paflagon, jedna z głównych postaci.
Pełny tekst:  Rycerzy  w Wikiźródłach 

  Pobierz jako: EPUB   • PDF   • MOBI  

## Postacie
Sztuka charakteryzuje się wyjątkowo małą liczbą partii mówionych; występują tu tylko:
- Kiełbaśnik (później Agorakritos);
- Paflagon (Kleon);
- Pan Lud (czyli cały lud ateński) i jego słudzy, rzeczywiści wodzowie ateńscy:
- Sługa I (Demostenes);
- Sługa II (Nikiasz);
- i oczywiście obowiązkowy Chór – tytułowych Rycerzy.

## Treść
Nowy sługa Pana Luda, Paflagon, zdołał go omamić i odsunąć od wpływu na niego dwoje pozostałych sług. Ci postanawiają się zwrócić o pomoc do innego człowieka, tak jak Paflagon-Kleon pochodzącego z dołów społecznych, wytwórcę kiełbas – Kiełbaśnika (przy czym Arystofanes wypomina Kleonowi zawód garbarza). Kiełbaśnik w końcu zwycięża, wyznaczając Kleonowi rolę taką, jaką on sam wcześniej pełnił, a sam odmładza Luda tak, aby ten przestał zajmować się sprawami sądowymi i zawarł wreszcie upragniony przez wszystkich pokój (pokój taki został zawarty przez występującego w sztuce Nikiasza w 421 p.n.e. i nazwany pokojem Nikiasza).
Najczęściej wypomina Arystofanes Kleonowi, oprócz niewłaściwego pochodzenia, oraz sprawę (rzekomego?) przywłaszczenia sobie zwycięstwa Demostenesa nad Spartą pod Pylos (bitwa pod Sfakterią, 425 p.n.e.).

## Tłumaczenia
Tłumaczeń dokonywali m.in. Józef Szujski, Bogusław Butrymowicz, Stefan Srebrny, Janina Ławińska-Tyszkowska, Franciszek Konarski; w artykule imiona postaci podane są według tłumaczenia Janiny Ławińskiej-Tyszkowskiej.